# Kalol, Gandhinagar
Kalol är en stad i delstaten Gujarat i Indien. Den ligger i distriktet Gandhinagar och är en nordlig förort till Ahmedabad. Folkmängden uppgick till 113 153 invånare vid folkräkningen 2011.